# Burbank Challenger 1999
Il Burbank Challenger 1999 è stato un torneo di tennis facente parte della categoria ATP Challenger Series nell'ambito dell'ATP Challenger Series 1999. Il torneo si è giocato a Burbank negli Stati Uniti dal 6 al 12 dicembre 1999 su campi in cemento.

## Vincitori

### Singolare
Cecil Mamiit ha battuto in finale  Alex O'Brien con il punteggio di 7–5, 6–3

### Doppio
Mike Bryan /  Bob Bryan hanno battuto in finale  Scott Humphries /  Cecil Mamiit con il punteggio di 7–6, 5–7, 6–1